# Vellozia gigantea
Vellozia gigantea är en enhjärtbladig växtart som beskrevs av Nanuza Luiza de Menezes och Mello-silva. Vellozia gigantea ingår i släktet Vellozia och familjen Velloziaceae. Inga underarter finns listade.